# Aden (Schiff)
Die Aden (II) war ein Passagierschiff der britischen Reederei Peninsular and Oriental Steam Navigation Company (P&O), das zwischen 1892 und 1897 Passagiere, Post und Fracht in einem regelmäßigen Linienverkehr von Großbritannien über den Sueskanal nach Indien und in den Fernen Osten beförderte. Am 9. Juni 1897 prallte die Aden auf die Felsen an der Küste von Sokotra vor dem Horn von Afrika im Indischen Ozean. 78 Passagiere und Mannschaftsmitglieder kamen dabei ums Leben. Die Überlebenden wurden erst nach Tagen gefunden.

## Das Schiff
Das 3925 BRT große Dampfschiff Aden entstand 1892 am Fluss Tees in der Werft Sir Raylton Dixon and Company in der nordenglischen Hafenstadt Middlesbrough und lief am 5. Oktober 1891 vom Stapel. Am 4. Februar 1892 war das Schiff fertiggestellt. 13 Tage später erhielt es vom Board of Trade ein Fahrgastzertifikat. Eigner war die Peninsular and Oriental Steam Navigation Co. Ltd., eine britische Schifffahrtsgesellschaft mit Hauptsitz in London.
Die drei Masten waren mit der Takelage eines Schoners versehen. Die Aden war 111,6 Meter lang, 14,0 Meter breit und hatte einen maximalen Tiefgang von 8,4 Metern. Sie war mit dreizylindrigen  Dreifachexpansions-Dampfmaschinen von T. Richardson & Sons ausgestattet, die über eine Einzelschraube liefen und 3.000 PSi leisteten. Der Dampfer konnte 6.324 Britische Tonnen Fracht transportieren und hatte Platz für 36 Passagiere der Ersten Klasse.

## Die letzte Fahrt

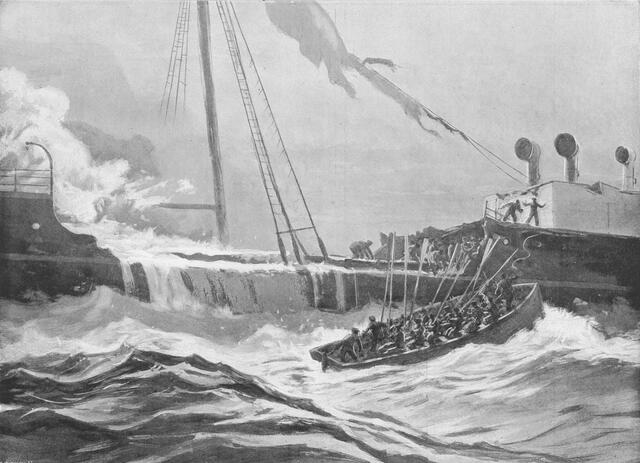
Ein Rettungsboot der Mayo rettet die Überlebenden (Illustration von Joseph Nash für The Graphic, Juli 1897).

Am 8. April 1897 verließ die Aden Yokohama unter dem Kommando von Kapitän R. E. L. Hill. An Bord waren 86 Besatzungsmitglieder und 34 Passagiere, darunter 14 Kinder. Nach einem Zwischenstopp in Colombo lief das Schiff am 2. Juni 1897 in den Indischen Ozean aus. Nächstes Ziel war Sues. Während der Reise war das Wetter sehr schlecht; es herrschten stetige Böen und Regenstürme. Das Schiff nahm Wasser auf. Einige Passagiere mussten ihre Kabinen verlassen, weil Wasser eindrang. Unter diesen Umständen näherte sich die Aden am 8. Juni der Küste der Insel Sokotra vor dem Horn von Afrika. Der Teil der Insel war zum damaligen Zeitpunkt noch nicht mit einem Leuchtturm versehen. Es handelte sich zudem um gefährliche Gewässer. Kapitän Hill erhoffte sich besseres Wetter, sobald die Aden Sokotra hinter sich gelassen und die südliche Einfahrt des Roten Meeres erreicht hatte. In der Nacht vom 8. auf den 9. Juni hatte das Schiff die östlichen Ausläufer von Sokotra erreicht. Die starken Strömungen und die Auswirkungen der Starkwinde hatten es jedoch weit vom Kurs abgebracht.
Gegen 03.00 Uhr morgens am 9. Juni prallte die Aden bei tiefster Dunkelheit auf die Klippen der Ostküste Sokotras und wurde drei bis vier Mal gegen die Felsen geschleudert, bevor sie festsaß. Brecher schlugen daraufhin immer wieder über ihren Decks zusammen. Die Lichter gingen sofort aus, wodurch die Passagiere im Dunkeln ihren Weg zum Bootsdeck finden mussten, wo sie bis zum Einbruch der Morgendämmerung warteten. Passagiere und Mannschaft waren diszipliniert, es gab keine Spuren von Panik.

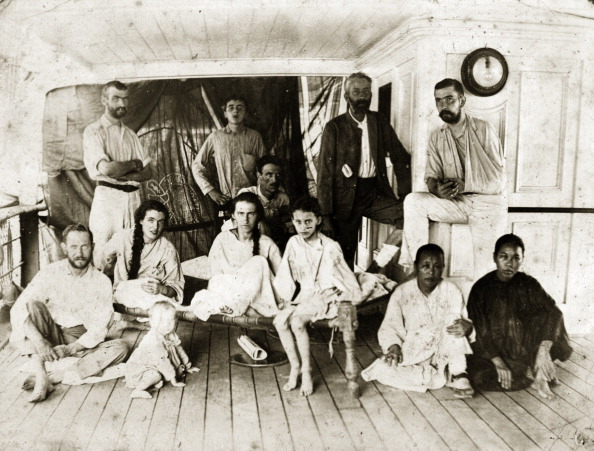
Überlebende an Bord der Mayo (Foto aus Black & White: A Weekly Illustrated Record and Review, 24. Juli 1897).

Sobald es hell geworden war, wurde damit begonnen, die drei Rettungsboote auf der Steuerbordseite des Liners zu Wasser zu lassen (die drei Boote an Backbord waren von den Wogen fortgerissen worden). Das erste wurde fortgespült, bevor jemand hinein steigen konnte. Der Erste Offizier starb bei dem Versuch, es mit einer Leine zu erreichen. Auch das zweite Boot, das nur zur Hälfte besetzt war, wurde vom Seegang erfasst und konnte die Aden nicht mehr erreichen. Das dritte Boot wurde mit Frauen und Kindern besetzt und konnte sicher zu Wasser gelassen werden, wurde aber von den anhaltenden Sturmböen erfasst und wurde nie wieder gesehen. Alle vier Schiffsoffiziere kamen bei den Evakuierungsversuchen ums Leben. Kapitän Hill wurde von einem Brecher erfasst, der ihm beide Beine brach und ihn über Bord spülte. Auch er kam ums Leben.
Insgesamt kamen 78 Menschen ums Leben: 25 Passagiere, 20 europäische Besatzungsmitglieder und 33 asiatische Besatzungsmitglieder. Die verbliebenen neun Passagiere und 36 Mannschaftsmitglieder harrten auf dem gestrandeten Schiff aus, bis sie am 18. Tag nach dem Unglück von der Mayo, einem Kutter der Royal Indian Marine, gerettet wurden.